# Ahatanhel Krymskyj
Ahatanhel Juchymovyč Krymskyj, rusky Agafangel Jefimovič Krymskij (15. ledna 1871 Volodymyr – 25. ledna 1942 věznice v Kostanaji) byl ukrajinský orientalista, polyglot a spisovatel.
Pocházel z národnostně rozmanité rodiny, otec byl běloruského původu a matka Polka, sám se identifikoval jako krymský Tatar. Absolvoval vysokou školu Paula Galagana v Kyjevě, Lazarevův institut orientálních jazyků v Moskvě a nakonec v roce 1896 Moskevskou univerzitu. Od roku 1898 do roku 1918 vyučoval na Lazarevově institutu, poté se vrátil do Kyjeva a až do roku 1941 vyučoval na Kyjevské univerzitě. Přečkal stalinské čistky, ale po vypuknutí války mezi Německem a Sovětským svazem byl jako nespolehlivý zatčen a zemřel ve vězení.
Byl polyglot píšící převážně rusky. Věnoval se arabské literatuře, orientální historii či dějinám turkických národů. Také se věnoval dějinám ukrajinštiny, připravoval rusko-ukrajinský slovník. V roce 1918 se podílel na vzniku Národní akademie věd Ukrajiny, byl členem Ševčenkovy učené společnosti.